# Ритмічна проза
Ритмічна проза, метризована проза — в широкому сенсі — культова, риторична (переважно ораторська) або поетична проза, в якій навмисно повторюються певні ритмічні фігури або метричні моделі. Така закономірність яскраво проявляє себе в синтаксичній відповідності сусідніх елементів прозової структури (так званий «паралелізм»), перед синтаксичними паузами і після них, тобто на стиках фраз і колонів. В античній прозі ритмічними (з алітерацією і навіть римами) робилися зазвичай кінцівки періодів.
У вузькому сенсі ритмічною прозою називалася проза, в якій присутні певні стопні закономірності: зазвичай наголоси падають на кожен третій склад, утворюючи правильний дактилічний (амфібрахічний, анапестичний) метр. Така проза відрізняється від вірша тільки відсутністю членування на віршовані рядки.

Метризована проза — текст, записаний рядками без поділу на верси, без регулярного фіксування ритмічних фрагментів, але з упорядкуванням наголошених та ненаголошених складів на основі силабо-тонічної версифікації або дольника.